# Artemisia (ópera)
L'Artemisia (título original en italiano; en español, Artemisia) es una ópera en tres actos y un prólogo, con música de Francesco Cavalli y un libreto en italiano de Nicolò Minato. Se estrenó el 10 de enero de 1657 en el Teatro San Giovanni e San Paolo de Venecia.
La trama se basa en la convención que Cavalli había establecido en varias de sus diez óperas tempranas con el libretista Faustini de dos parejas de amantes desdichados que vuelven a unirse a gracias a un monarca benigno.

## Historia
Se repuso en Nápoles en 1658, Palermo en 1659, Milán en 1663 y Génova en 1665. Las representaciones incluyeron una serie de arias de sustitución, y en el libreto de 1656 junto al aria de Erillo "Chiedete e sperate" estaba anotada la instrucción "un aria diferente para ser cantada cada noche."
Actualmente, se representa muy poco; en las estadísticas de Operabase Archivado el 14 de mayo de 2017 en Wayback Machine. aparece con sólo una representación en el período 2005-2010.

## Grabaciones
- Artemisia Francesa Lombardi Mazzulli, Roberta Mameli, Marina Bartoli, La Venexiana, Claudio Cavina, Glossa 2011.